# ジョゼフ・ダルナン

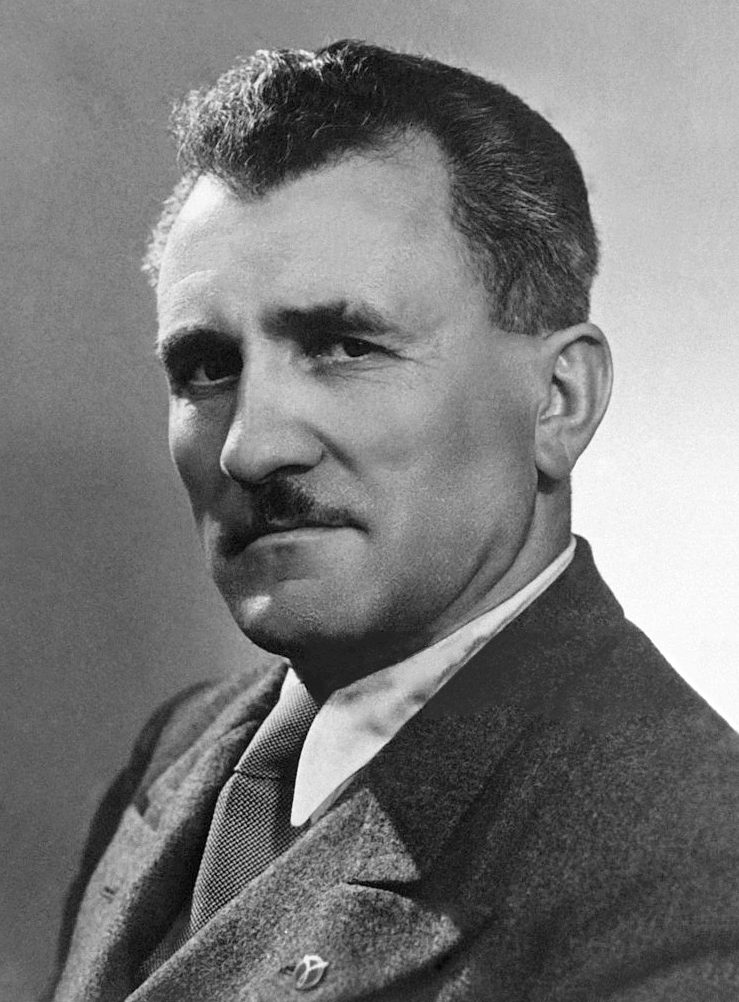
ジョゼフ・ダルナン

ジョゼフ・ダルナン（Joseph Darnand、1897年3月19日 - 1945年10月10日）は、フランスの軍事指導者・政治家。軍事組織ミリス（民兵団）を組織し、対独協力（コラボラシオン）を行った。

## 経歴
1897年3月19日にアン県のコリニーで生まれた。第一次世界大戦ではレジオンドヌール勲章を受けるなど、英雄として扱われた。戦後、家具職人となった後、ニースで自らの運送会社を設立した。一方で彼は右翼の王党派組織、アクション・フランセーズのスポンサーでもあった。その後クロア・ド・フーやカグール団en:La Cagouleなどの右派組織に参加し、1936年にはフランス人民党（fr）に参加した。
1939年に第二次世界大戦が始まると義勇軍として参加し、マジノ線付近で勤務した。しかしフランスが敗勢におちいった1940年6月にニースで捕虜になった。休戦後、彼はヴィシー政権が組織した「在郷軍人奉公会」（Légion Francaise des Combattant）のニースにおける幹部となり、フィリップ・ペタンの国民革命を推進するためと、ボリシェヴィズム（共産主義）との戦いのために兵を募集した。
翌1941年7月10日、在郷軍人奉公会はドイツ占領地域全域を対象とする保安部隊（fr:Service d'ordre légionnaire、略称SOL）に改組され、1943年1月1日に「ミリス」となった。ミリスの指揮権は首相ピエール・ラヴァルが握っており、ダルナンはその副官として事実上の統率者となった。ミリスは反独レジスタンスに対する激しい弾圧を行った部隊として知られている。
コラボラシオンの最中、ナチス・ドイツに嫌悪感を持つが、ミリスの武器調達の必要性から黙従した。1943年8月にはアドルフ・ヒトラーに個人的な忠誠宣誓を行い、親衛隊外人部隊の親衛隊中尉の階級を受けている。10月には武装親衛隊の第33SS武装擲弾兵師団 「シャルルマーニュ」にミリスの兵士3000人を志願させた。この際、12月、ドイツの後押しによりダルナンはヴィシー政府の内相および警察長官として入閣した。
連合軍がフランスを制圧しつつあった1944年9月、ドイツのジークマリンゲンにペタンやラヴァルらヴィシー閣僚とともに逃亡した。亡命政府として組織されたフランス政府委員会（fr）にも内相として参加した。11月には親衛隊少佐の階級を受けている。 1945年4月にはドイツから逃亡し、イタリアで逮捕された。10月3日には死刑を宣告され、10月10日にパリのシャティヨン砦（fr）で銃殺された。